# フォードFT-B
フォード FT-B(またはフォード Tf-c、20年式装甲車）は、ポーランドで初めて設計・生産された装甲車（装輪装甲車）である。有名なT型フォードをベース車体とし、再生品の装甲板を使用した簡易装甲車だが、この時代のものとしては成功作と言えた。1920年、ポーランド・ソビエト戦争中の切実な需要に基づき、タデウシュ・タンスキ（Tadeusz Tański、1892年-1941年）技師によって設計された。

## 開発と戦歴
1919年、ポーランド・ソビエト戦争の勃発後、ポーランド軍は装備不足の問題にさらされていた。特に装甲車両は不足しており、フランスで編成されたいわゆる「青軍」は多数のルノー FT-17 軽戦車を持っていたものの、その他の部隊には自前の装甲車両がなく、かろうじて持っていたオースチン・プチロフ装甲車などの赤軍からの鹵獲車両も、1920年に入ってからの赤軍の大攻勢時にほとんど失われてしまった。

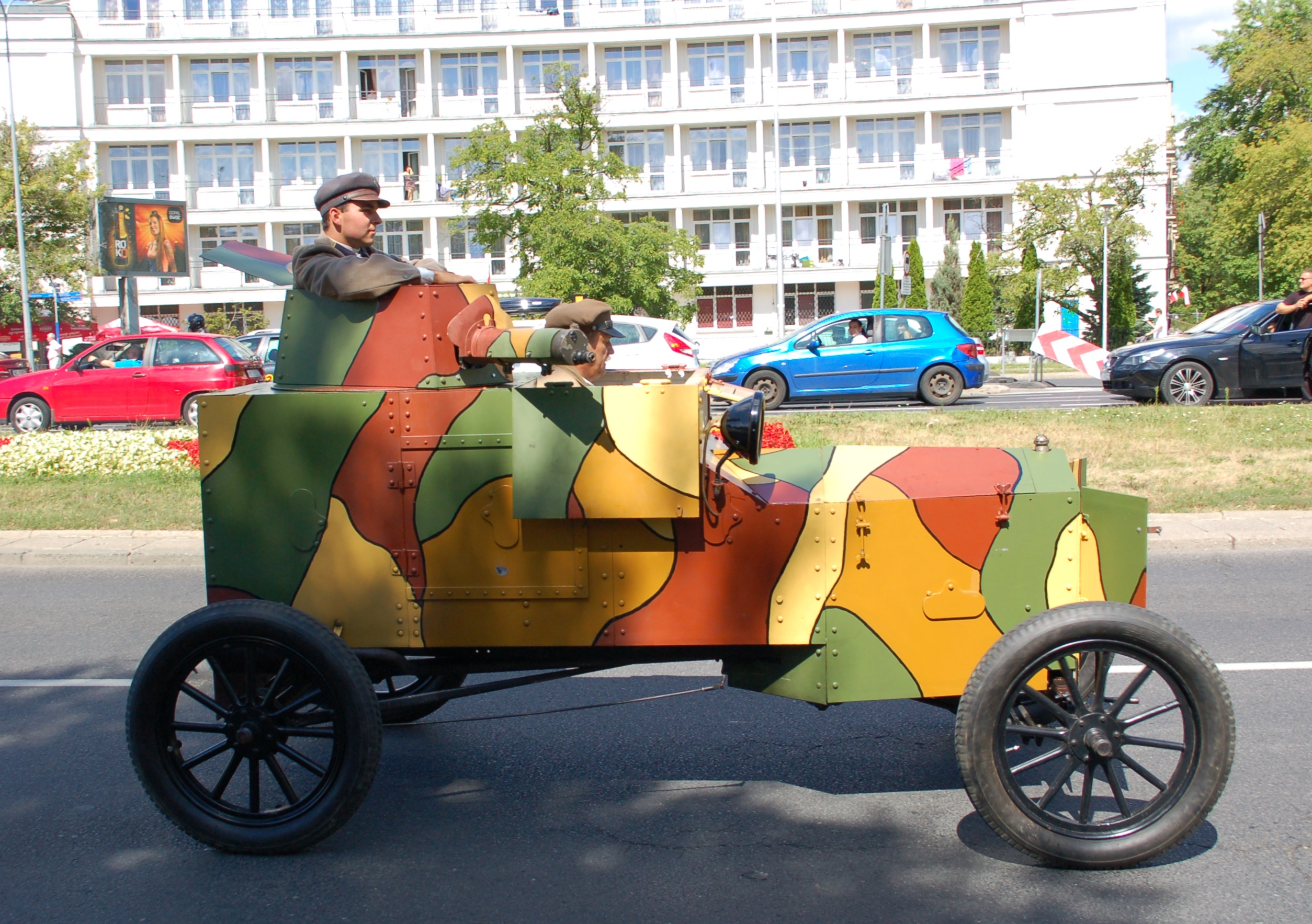
フォードFT-B（レプリカ）

そこで、軍需省が設立したCWS社（Centralne Warsztaty Samochodowe、中央自動車製作所）で働くフランス帰りの技術者、著名な発明家でもあったタデウシュ・タンスキの発案により、急遽開発されたのが、この装甲車である。ベースとなったのは、当時最もポピュラーな乗用車であったフォードT型で、これはCWSで組立も行われていた。装甲車化にあたって車台とサスペンションは大幅に強化され、燃料タンクは位置が変更された。クランクは車内から始動するために延長され、計器板も変更された。装甲板は、もともと、大戦中にドイツ軍が塹壕の防弾板として使用した鋼板から切り出したもので、これが車台にボルト止めされた。武装は機銃が 1 丁で、回転砲塔に搭載された。
原型は2週間を掛けずにワルシャワの「ゲルラフ＆プルスト製作所」で製作され、一連の試験を経て生産に移された。最初の 2 両のFT-Bは、1920年6月初めに前線に送られた。その後も車両は完成次第、前線に送られていった。全部で16両か17両の同車が生産された。フォードFT-Bは、ポーランド・ソビエト戦争の終盤に登場し、ヴクラ（Wkra）川の戦い、ワルシャワ周辺の攻防、ウクライナのコヴェルの戦いなど、さまざまな戦闘で使用された。フォードT型の車台を使ったおかげで、高速度、機動性、整備や修理のしやすさなどの利点を持ち、装甲で重くなったとはいえ小型軽量のため、他の重い装甲車に比べて不整地や簡易な橋も走行が可能だった。
フォードFT-Bはそれまでの装甲車、例えばオースチン・プチロフ装甲車に比べれば半分程度の大きさしかなく、前面投影面積が小さい分、被弾率も低かった。とはいえ、車内はあまりに狭く、操縦手は深く屈み込む姿勢を強いられた。また、長距離の行軍中にはしばしばエンジンがオーバーヒートしたし、補強されたとはいえサスペンションスプリングは過負荷状態だった。しかし、装甲車は緊急かつ切実に必要とされており、利点は欠点を補った。なお、何両かのFT-Bは、「オサ（Osa、スズメバチ）」「ムハ（Mucha、ハエ）」「ボンク（Bąk、アブ）」「コマル（Komar、ブユ）」などの固有名が装甲板に記されていた。
1921年、タンスキは改良型30両の製作を提案したが、戦争の終結により計画は放棄された。12両のFT-Bが戦争を生き残り、最後の車両は1931年に退役した。

## 参考資料
- "The PIBWL military site" http://derela.republika.pl/ftb.htm
- "Automobile Histories & Images" http://www.autohistories.com/index2.html
- Janusz Magnuski, "SAMOCHODY PANCERNE WOJSKA POLSKIEGO 1918-1939", WiS, Warszawa 1993
- Jan Tarczyński, Krzysztof Barbarski, Adam Jońca, "Pojazdy w Wojsku Polskim - Polish Army Vehicles - 1918-1939", Ajaks, Pruszków 1995